# Ecpetala caesiplaga
Ecpetala caesiplaga là một loài bướm đêm trong họ Geometridae.